# 钟秀街道
钟秀街道，是中华人民共和国江苏省南通市崇川区下辖的一个乡镇级行政单位。

## 行政区划
钟秀街道下辖以下地区：
百花村社区、城北村社区、城东村社区、郭里头村社区、新桥村社区、联合村社区、生建村社区、校西村社区、校北村社区、中心村社区和运河社区。